# 게오르게 타타레스쿠
게오르게 타타레스쿠(Gheorghe Tattarescu, 1818년 10월 1일 ~ 1894년 10월 24일)는 몰다비아 공국(후의 루마니아 왕국)의 신고전주의화가이다.